# Sławęcin (Choszczno)
Sławęcin (deutsch Schlagenthin) ist ein Dorf in der Gmina Choszczno der polnischen Woiwodschaft Westpommern.

## Geographische Lage
Sławęcin liegt in der Neumark, etwa sechs Kilometer nördlich der Stadt Choszczno (Arnswalde) und 57 Kilometer südöstlich der Wojewodschaftshauptstadt Stettin.

## Geschichte

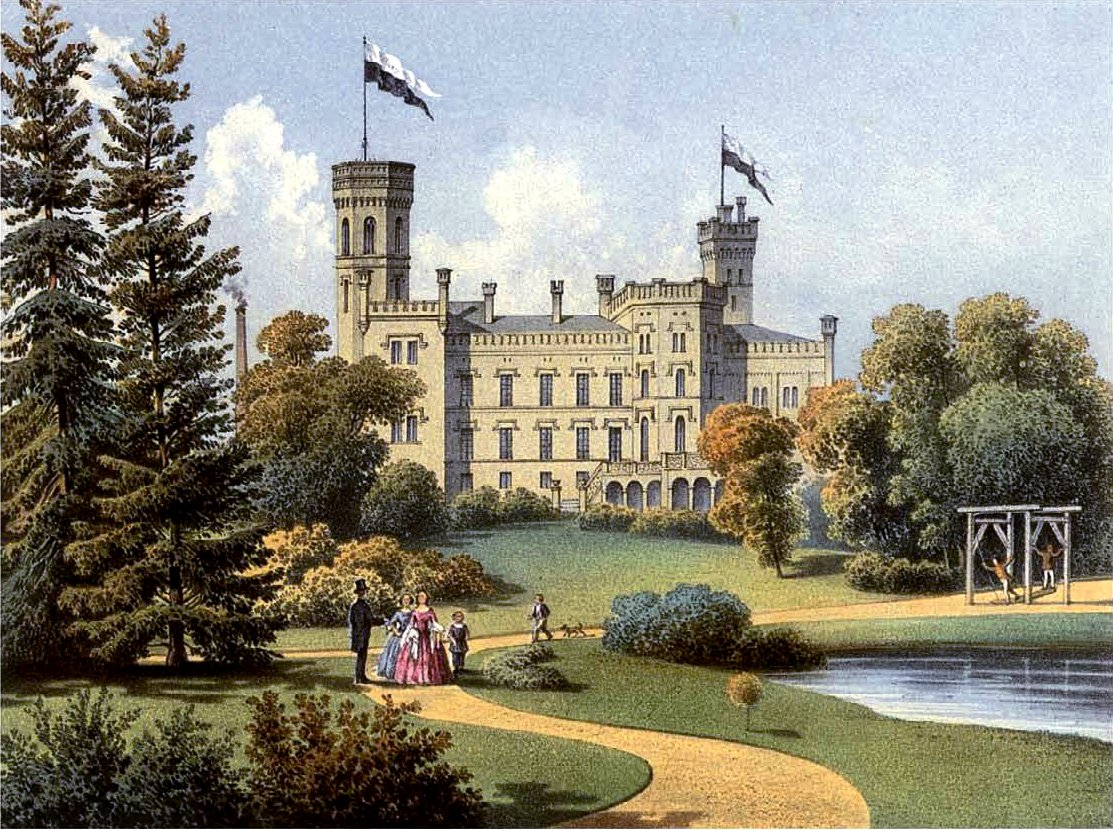
Schloss Schlagenthin um 1860, Sammlung Alexander Duncker

Sławęcin ist ein altes Kirchdorf mit einer Mutterkirche. Laut Urkunden aus dem 14.  Jahrhundert hieß das Dorf früher  Schlawentin. Im Zeitraum von mindestens 1333–1752, über 400 Jahre lang, war es ein Lehen der Familie Blankensee gewesen. Im Jahr 1419 wurde das Dorf in einem kriegerischen Konflikt zwischen dem  Königreich Polen und dem  Deutschordensstaat zerstört. Danach befand sich das Dorf im Besitz der Familien  Jagow und Göllnitz,  die je eine Hälfte davon besaßen. Nachdem im Jahr 1801 ein Göllnitz die Erbtochter des Jagowschen Guts geheiratet hatte, wurden die beiden Dorfhälften wieder zu einem einzigen Gutsbetrieb vereinigt. 1829 wurde das insgesamt 4.921 Morgen umfassende Gut von Wilhelm Ferdinand Eben aufgekauft, der es seinem Sohn Carl Hermann vererbte. Im Zeitraum 1854–1857 erbaute die Familie Eben auf dem Gutsgelände ein Schloss. Das Gut hatte später noch andere Besitzer.
Im Jahr 1925 hatte die Gemeinde Schlagenthin 538 Einwohner, die auf 108 Haushaltungen verteilt waren. Im Jahr 1932 wurde ein Teil der Betriebsfläche des Guts verkauft und anschließend aufgesiedelt.
Vor 1945 gehörte Schlagenthin zum Landkreis Arnswalde, der noch 1938 von der Provinz Brandenburg in die Provinz Pommern umgegliedert worden war. Die Gemeindefläche betrug 17,1 km². In der Gemeinde Schlagenthin gab es insgesamt drei Wohnorte:
- Ebenau
- Schlagenthin
- Schlagenthiner Mühle

Um 1945 hatte sich das Gut zuletzt im Besitz von Gertrud Otto befunden.
Gegen Ende des Zweiten Weltkriegs wurde Schlagenthin Anfang März 1945 von der Roten Armee besetzt. Da die sowjetischen Truppen den Ehemann der Gutsbesitzerin in Verdacht hatten, einen Anschlag auf sie verübt zu haben, wurde er erschossen, und das Schloss wurde über seiner Leiche angezündet und bis auf die Grundmauern niedergebrannt. Die Dorfbewohner wurden von sowjetischen Soldaten gezwungen, Schützengräben auszuheben. Danach wurden sie als menschliche Schutzschilde benutzt, auf die aufrecht in die Schusslinie positionierten Deutschen haben die deutschen Truppen nicht geschossen.
Nach Kriegsende wurde Schlagenthin zusammen mit ganz Hinterpommern unter polnische Verwaltung gestellt. Anschließend kamen Polen in das Dorf und besetzten die Häuser und Gehöfte. Schlagenthin wurde in Sławęcin umbenannt.

## Einwohnerzahl
- 1823: 308[6]
- 1925: 538[4]
- 2007: 247

## Sehenswürdigkeiten
- Dorfkirche aus dem 15. bis 16. Jahrhundert mit einem hölzernen Glockenturm an der Westwand aus dem Jahr 1695
- Schlosspark mit sehr altem Baumbestand

## Söhne und Töchter des Ortes
- Bernd Siegmund von Blankensee (1693–1757), preußischer Generalmajor und Chef des Infanterie-Regiments Nr. 30
- Karl Heinrich von Natzmer (1799–1875), preußischer Generalmajor und Kommandeur des 40. Infanterie-Regiments
- Adolf von Natzmer (1801–1884), preußischer Generalleutnant und Kommandeur der 25. Infanterie-Brigade
- Wilhelm Eben (1849–1924), preußischer Generalleutnant und Kommandeur der 79. Infanterie-Brigade